# (531368) 2012 RX43
(531368) 2012 RX43 es un asteroide que forma parte de los asteroides troyanos de Júpiter, descubierto el 13 de septiembre de 2012 por el equipo del Mount Lemmon Survey desde el Observatorio del Monte Lemmon, Arizona, Estados Unidos.

## Designación y nombre
Designado provisionalmente como 2012 RX43.

## Características orbitales
2012 RX43 está situado a una distancia media del Sol de 5,190 ua, pudiendo alejarse hasta 5,857 ua y acercarse hasta 4,523 ua. Su excentricidad es 0,129 y la inclinación orbital 1,329 grados. Emplea 4318,57 días en completar una órbita alrededor del Sol.

## Características físicas
La magnitud absoluta de 2012 RX43 es 14,42.